# Emil Breda
Emil Breda (n. 24 februarie 1883, Deag – d. 11 martie 1920, Deag) a fost un deputat în Marea Adunare Națională de la Alba Iulia, organismul legislativ reprezentativ al „tuturor românilor din Transilvania, Banat și Țara Ungurească”, cel care a adoptat hotărârea privind Unirea Transilvaniei cu România, la 1 decembrie 1918.:p. 77

## Biografie
Născut în localitatea Deag în anul 1883, a urmat studiile la Facultatea de Drept și Științe Politice din Budapesta. A devenit mai apoi avocat în Târnăveni, fiind între timp și membru ordinar al Despărțământului Târnăveni al Astrei. S-a bucurat de funcția de membru în Comitetul Național Român al comitatului Târnava Mică. A decedat în locul natal din Deag, la 11 martie 1920.

## Activitatea politică
A fost ales ca delegat supleant al cercului electoral Bălăușeri, la Marea Adunare Națională de la Alba Iulia de la 1 decembrie 1918.:p. 248